# Velîka Dibrova, Mostîska
Velîka Dibrova (în ucraineană Велика Діброва) este un sat în comuna Dîdeatîci din raionul Mostîska, regiunea Liov, Ucraina.

## Demografie
Componența lingvistică a localității Velîka Dibrova
     Ucraineană (100%)
Conform recensământului din 2001, toată populația localității Velîka Dibrova era vorbitoare de ucraineană (100%).